# Cairo (Wirginia Zachodnia)
Cairo – miasto w Stanach Zjednoczonych, w stanie Wirginia Zachodnia, w hrabstwie Ritchie.